# Куна-де-Варґанді
Куна-де-Варґанді (ісп. Comarca Kuna de micha) - автономне управління народа куна на сході Панами, субпровінціальна комарка провінції Дар'єн. Адміністративний центр -  Морті. Згідно з переписом 2010 року в Куна-де-Варґанді проживають 1914 чоловік. Територія цього управління становить 775 км². Створена в 2000 році зі східної частини провінції Дар'єн. Жителі в основному індіанці куна.
| Панама | Це незавершена стаття з географії Панами. Ви можете допомогти проєкту, виправивши або дописавши її. |